# Рене Перес
Рене Перес (англ. Renee Perez; нар. 8 грудня 1984, Гендерсон, Невада, США) — американська фотомодель і порноакторка.

## Біографія
Перес почала зніматися в порноіндустрії у віці 19 років. Під час навчання у коледжі вона знімалася під псевдонімом Рене Діас. Перес родом із Лас-Вегаса, і тому вона з'явилася в Hustler до вступу в коледж. Вона підписала контракт із Ninn Worx до жовтня 2008 року. Вперше з партнером з'явилась у фільмі «House of Perez 2». В січні 2008 року почала професійно танцювати в клубі «Spearmint Rhino». Згодом танцювала в клубі «Deja Vu Showgirls» в Лас-Вегасі.

## Нагороди та номінації
| Рік  | Премія      | Номінація                        | Фільм       | Результат |
| ---- | ----------- | -------------------------------- | ----------- | --------- |
| 2005 | Penthouse   | Кицька місяця                    |             | перемога  |
| 2010 | AVN Award   | Найкраща сольна сексуальна сцена | Solamente 2 | номінація |
| 2010 | XBIZ Awards | Старлетка року                   |             | номінація |